# Mitropa Cup 2008
La Mitropa Cup 2008 est une compétition d'échecs par équipes qui s'est déroulée du 24 mai au 4 juin 2008 à Olbia en Sardaigne (Italie).
Le tournoi masculin a vu s'affronter les équipes d'Allemagne, d'Autriche, de Croatie, de France, de Hongrie, d'Italie, de République tchèque, de Slovaquie, de Slovénie et de Suisse.
Le tournoi féminin opposa l'Allemagne, l'Autriche, la Hongrie, l'Italie, la Slovaquie et la Suisse.